# Serapion (Kolosnicin)
Serapion (světským jménem: Sergej Sergejevič Kolosnicin; 6. července 1964, Podgornyj – 28. ledna 2025) byl kazachstánský duchovní Ruské pravoslavné církve a arcibiskup kokčetauský a akmolský.

## Život
Narodil se 6. července 1964 v sídle Podgornyj Džambulské oblasti.
Po střední škole absolvoval povinnou vojenskou službu. Od roku 1985 studoval na Moskevském duchovním semináři.
Dne 18. května 1988 byl přijat mezi bratry Trojicko-sergijevské lávry a 3. července byl představeným lávry archimandritou Alexijem (Kutěpovem) postřižen na monacha se jménem Serapion na počest svatého Serapiona Novgorodského. Dne 17. července jej arcibiskup vladimirský a suzdalský Serapion (Fadějev) rukopoložil na jerodiákona.
Od roku 1989 studoval na Moskevské duchovní akademii a 10. října 1990 byl biskupem argentinským a jihoamerickým Markem (Petrovcym) rukopoložen na jeromonacha. Od roku 1993 sloužil jako kanonarcha a zástupce předsedy vydavatelského oddělení lávry.
Od roku 1997 do roku 2000 působil jako misionář v Abakanu.
Roku 1999 byl povýšen na igumena a roku 2003 byl jmenován představeným patriarchálního podvorje na Kulikově poli. Následně byl představeným Trojického chrámu ve vesnici Gniluša Lipecké oblasti a člen eparchiální komise pro kanonizaci svatých.
Dne 1. září 2013 byl přijat do kléru astanské eparchie, kde byl jmenován ključarem chrámu Nanebevstoupení Páně v Almaty.
Dne 2. října 2013 jej Svatý synod zvolil biskupem kokčetauským a akmolským. Po zvolení byl 13. října povýšen na archimandritu a 22. října oficiálně jmenován biskupem. Biskupská chirotonie proběhla 23. října v Optině Pustyni. Hlavním světitelem byl patriarcha moskevský a celé Rusi Kirill.
Dne 6. května 2022 byl povýšen na arcibiskupa.
Zemřel v noci ze 27. na 28. ledna při dopravní nehodě na dálnici M12. Cestoval z Kokšetau do Moskvy na Rožděstvenskije čtenija (Рождественские чтения) pravidelně pořádaná u příležitosti Kristova narození.